# Regina Dourado
Regina Maria Dourado (Irecê ou Salvador, 22 de agosto de 1952 – Salvador, 27 de outubro de 2012) foi uma atriz, dançarina e diretora teatral brasileira. Ao longo de quatro décadas de carreira, imortalizou diversas personagens, entre elas nordestinas e mulheres de personalidade forte, tendo trabalhado nas principais emissoras do país: Rede Globo, RecordTV, Band e SBT.
Tornou-se conhecida nacionalmente ao interpretar a contestadora Joana Bezerra na minissérie Lampião e Maria Bonita (1982). A partir daí, passou a ter mais destaque em telenovelas da TV Globo, destacando-se como Lalá Sereno em Pão Pão, Beijo Beijo (1983), Neide em O Sorriso do Lagarto (1992), Morena em Renascer (1993), Serena em Tropicaliente (1994), Lucineide em Explode Coração (1995), Alzira em Anjo Mau (1997) e Mariusa em Esperança (2002). Seus últimos trabalhos foram na Record.

## Carreira
Participou de novelas como Pai Herói, Pão Pão, Beijo Beijo, Roque Santeiro, O Rei do Gado, Tropicaliente, Renascer, Anjo Mau, América e integrou o elenco das minisséries Lampião e Maria Bonita, O Pagador de Promessas e O Sorriso do Lagarto.
A consagração veio em Explode Coração, novela de Glória Perez, na qual ficou popularmente conhecida ao interpretar a personagem Lucineide, ao lado do ator Rogério Cardoso, com seu bordão "Stop Salgadinho". Seu último trabalho foi na Rede Record, na novela Caminhos do Coração. Notabilizou-se no papel de mulheres sensuais e popularescas, como a própria Lucineide. Participou da Novela Bicho do Mato da Rede Record interpretando a personagem Wanda, mãe de Betinha.

## Vida pessoal

### Câncer de mama e morte
Regina foi diagnosticada com câncer na mama direita em 2003. Cerca de sete anos depois, o seio esquerdo foi comprometido pela doença. A atriz foi então internada no dia 20 de outubro de 2012, devido a complicações decorrentes do câncer, no Hospital Português em Salvador. De acordo com seu irmão, Oscar Dourado, Regina estava na fase terminal da doença e era mantida sedada em um quarto da instituição. A metástase atingiu a medula óssea. Seu estado tornou-se delicadíssimo e irreversível», disse Oscar em entrevista. A atriz morreu poucos dias depois, na manhã de 27 de outubro de 2012, em Salvador.

## Filmografia

### Televisão
| Ano  | Título                 | Papel                              | Nota                                                  | Emissora          |
| ---- | ---------------------- | ---------------------------------- | ----------------------------------------------------- | ----------------- |
| 2007 | Caminhos do Coração    | Altina da Silva Carvalho           |                                                       | RecordTV          |
| 2007 | Show do Tom            | Passageira do Aerotom              | Episódio: "28 de abril"                               | RecordTV          |
| 2006 | Bicho do Mato          | Wanda Chaves Nogueira Souza        |                                                       | RecordTV          |
| 2005 | América                | Maria da Graça Paiva Gomes (Graça) |                                                       | TV Globo          |
| 2004 | Seus Olhos             | Mafalda dos Santos Souza           |                                                       | SBT               |
| 2004 | Levando a Vida         | Zilá                               | Especial de fim de ano                                | TV Globo          |
| 2003 | Sob Nova Direção       | Ilza Sarmento                      |                                                       | TV Globo          |
| 2002 | Esperança              | Mariúsa Anzolini                   |                                                       | TV Globo          |
| 2002 | Os Normais             | Beatriz                            | Episódio: "Desconfiar é Normal"                       | TV Globo          |
| 1999 | Andando nas Nuvens     | Yeda Mangabeira Pedreira           |                                                       | TV Globo          |
| 1998 | Sai de Baixo           | Maria Lúcia Lajola Salão (Milu)    | Episódio: "Um Bebê sem Cegonho"                       | TV Globo          |
| 1997 | Anjo Mau               | Alzira Machado Noronha             |                                                       | TV Globo          |
| 1996 | O Rei do Gado          | Magú                               |                                                       | TV Globo          |
| 1995 | Explode Coração        | Lucineide Salgado                  |                                                       | TV Globo          |
| 1994 | Tropicaliente          | Serena Soares Velasquez            |                                                       | TV Globo          |
| 1993 | Renascer               | Morena Barbosa de Souza            |                                                       | TV Globo          |
| 1992 | Tereza Batista         | Maria Santana (Mãos de Fada)       |                                                       | TV Globo          |
| 1991 | O Sorriso do Lagarto   | Neide de Pádua Alencar             |                                                       | TV Globo          |
| 1991 | Felicidade             | Rosália Camargo                    |                                                       | TV Globo          |
| 1988 | O Pagador de Promessas | Branca da Silva Assis              |                                                       | TV Globo          |
| 1985 | Roque Santeiro         | Efigênia Limoeiro                  |                                                       | TV Globo          |
| 1985 | Corpo a Corpo          | Marli Sampaio                      |                                                       | TV Globo          |
| 1983 | Pão Pão, Beijo Beijo   | Laura Sereno (Lalá)                |                                                       | TV Globo          |
| 1982 | Lampião e Maria Bonita | Joana Bezerra                      |                                                       | TV Globo          |
| 1981 | Rosa Baiana            | Matilde Salvador                   |                                                       | Rede Bandeirantes |
| 1980 | Cavalo Amarelo         | Ivonete                            |                                                       | Rede Bandeirantes |
| 1979 | Pai Herói              | Nancy Flores Guimarães             |                                                       | TV Globo          |
| 1978 | Caso Especial          | Berenice (Berê)                    | Episódio: "A Morte e a Morte de Quincas Berro d'Água" | TV Globo          |

### Cinema
| Ano  | Título                                           | Personagem    |
| ---- | ------------------------------------------------ | ------------- |
| 2004 | Espelho d'Água - Uma Viagem no Rio São Francisco | Penha         |
| 1999 | No Coração dos Deuses                            | Bruxa         |
| 1996 | Corisco & Dadá                                   | Filha de Dadá |
| 1990 | Corpo em Delito                                  | Tana          |
| 1985 | Tigipió - Uma Questão de Amor e Honra            | Matilde       |
| 1984 | O Baiano Fantasma                                | Zuzu          |
| 1979 | Amante Latino                                    | Cigana        |

## Teatro
- Vidigal
- Memórias de um Sargento de Milícias
- Declaração de Amor Explícito
- Rei Brasil 500 Anos
- Uma Ópera Popular
- Tratado Geral da Fofoca
- Paixão de Cristo (2011 e 2012 – Salvador) no papel de Maria, mãe de Jesus.[5]

## Prêmios e indicações
| Ano  | Premiação                                             | Categoria                | Nomeação                                         | Resultado |
| ---- | ----------------------------------------------------- | ------------------------ | ------------------------------------------------ | --------- |
| 1993 | Troféu Associação Paulista de Críticos de Arte (APCA) | Melhor Atriz Coadjuvante | Renascer                                         | Venceu    |
| 1994 | Prêmio Master - Jornal dos Clubes                     | Melhor Atriz             | Tropicaliente                                    | Venceu    |
| 2004 | Cine PE - Festival Audiovisual de Recife              | Melhor Atriz Coadjuvante | Espelho d'Água - Uma Viagem no Rio São Francisco | Venceu    |